# L'Ivrogne corrigé

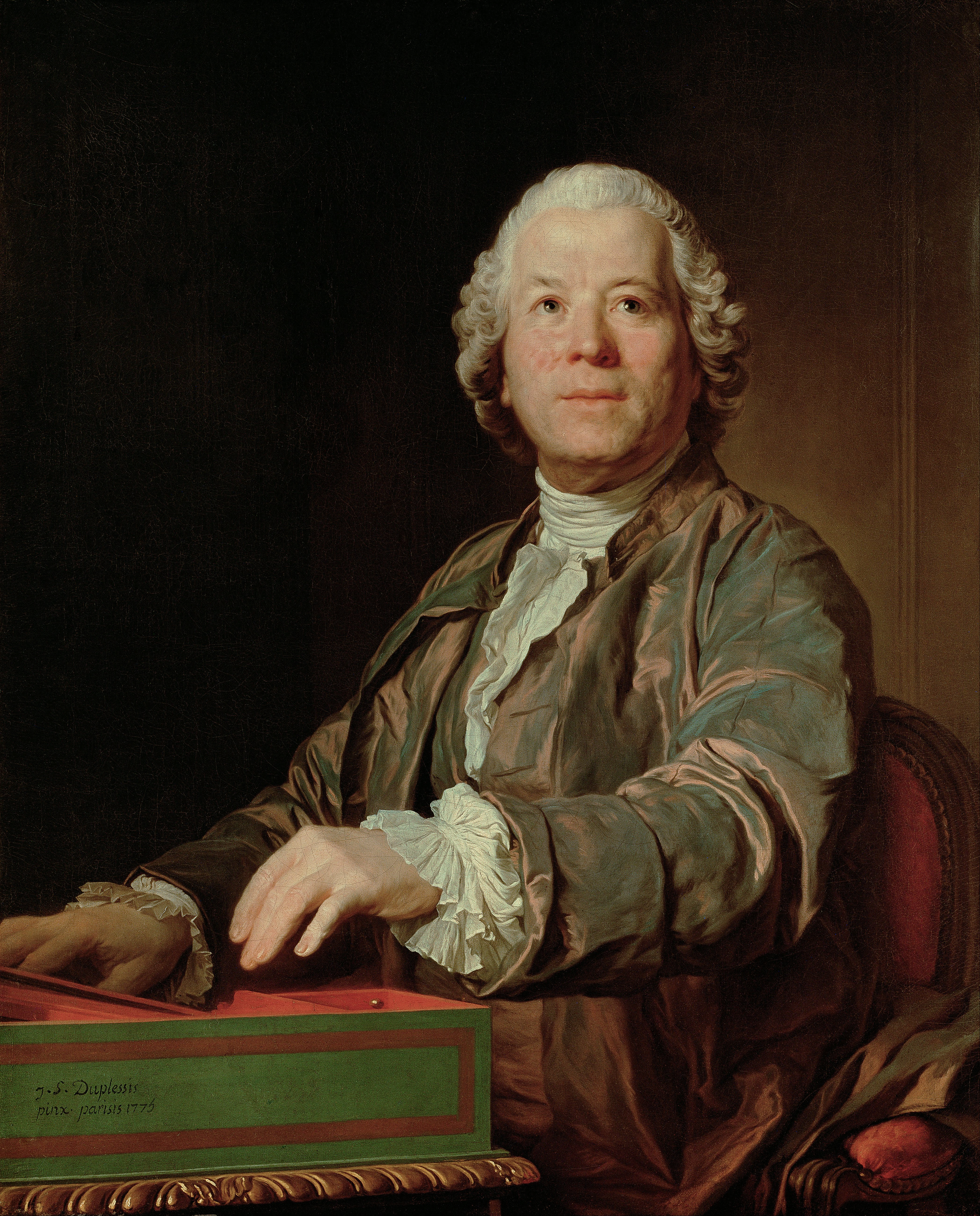
Christoph Willibald Gluck

L'Ivrogne corrigé (Den sista bägaren) är en opéra comique i två akter med musik av Christoph Willibald Gluck och libretto av Louis Anseaume och Jean-Baptiste Lourdet de Santerre. 

## Historia
Gluck övertog librettot till L'Ivrogne corrigé från den franska kompositören Larutte, som hade tonsatt den 1759. Medan Gluck var chef för Burgtheater i Wien satte han upp några av dessa franska vaudeviller och skrev ny musik till texterna. Allt som allt skrev han tolv sådana komiska operor. Till L'Ivrogne corrigé komponerade Gluck en ouvertyr och 15 sångnummer. Uruppförandet skedde i april 1760 på Burgtheater. Verket tycks ha gjort stor lycka då den kom upp på åtskilliga tyska scener åren därpå och fick också en renässans på 1920-talet då den uppfördes flera gånger runt om i Europa.

## Personer
- Lucas, suput (basbaryton)
- Mathurin, en vän till Lucas (baryton)
- Mathurine, Mathurins hustru (sopran)
- Colette, Mathurins dotter (sopran)
- Cléon, Colettes älskade (basbaryton)
- Bönder, komedianter, vänner till Lucas (kör)

## Handling

### Akt I
Mathurin, som mer än gärna tar sig ett glas, har träffat suputen Lucas på ett värdshus och finner honom så sympatisk att han vill gifta bort sin dotter Colette med honom. Hon älskar Cléon, men hennes mot Mathurine råder henne att inte gifta sig alls, det leder bara till besvär och bekymmer. Cléon har emellertid smitt en plan som inte endast skall ge honom Colette utan också kurera Mathurin från hans spritbegär. Han lierar sig med en trupp komedianter som bär ned de sovande dryckesbröderna Mathurin och Lucas i en källare, som de har dekorerat som underjorden.

### Akt II
Skådespelarna klär ut sig till furier och onda andar, anklagar dem för dryckenskap och för att hindra de båda älskande från att få varandra och dömer dem till prygel. Då vädjar Mathurine och Colette för Mathurin, som svär att aldrig mer smaka en droppe och ge sitt tillstånd till äktenskapet mellan Colette och Cléon, bara han slipper. En notarie viger i all hast de båda ungdomarna och när sammanhanget går upp för Mathurin och Lucas förlåter de alla sprattet och lovar att aldrig dricka mer.